# Finta
Finta est un équipementier sportif brésilien fondé en 1987.
L'entreprise équipe notamment les clubs brésiliens de CR Brasil, Guaratinguetá EC, CA Juventus, Paysandu SC, Santa Cruz FC (Recife), Vila Nova FC et EC Santo André.

## Sponsorship

### Football

#### Clubs
- Araxá
- Atlético Goianiense
- América (MG)
- Confiança
- CRB
- Guaratinguetá
- Juventus
- Paysandu
- Santa Cruz
- Santo André
- Vila Nova
- AS de Carrefour
- AS Mirebalais
- Baltimore SC
- AS Cavaly
- Dynamite Saint-Marc
- US Frères
- Roulado FC
- Tempête FC
- Victory SC
- Violette AC
- Joe Public FC

#### Équipes nationales
- Saint-Vincent-et-les-Grenadines

### Tennis
- Minas Tênis Clube

### Volley-ball
- Sada Cruzeiro Vôlei